# Marie Gruber
Pour les articles homonymes, voir Gruber.
Marie Gruber, née le 11 juin 1955 à Wuppertal (Rhénanie-du-Nord-Westphalie) et morte le 8 février 2018 à Berlin, est une actrice allemande.

## Biographie
Marie Gruber étudie l'art dramatique de 1979 à 1982 à l'Académie des arts dramatiques Ernst Busch à Berlin.
Elle décède le 8 février 2018 d'un cancer du poumon. Le réalisateur François Ozon qui l'a dirigée dans Frantz lui rend hommage sur sa page Facebook.

## Filmographie

### Au cinéma
- 1981 : Bürgschaft für ein Jahr
- 1983 : ...schwierig, sich zu verloben : Dora
- 1984 : Bockshorn : Plättbrett
- 1984 : Das Eismeer ruft
- 1986 : Je t'aime, chérie : Martina
- 1986 : Der Traum vom Elch : Anette
- 1989 : Grüne Hochzeit : Angetrunkene
- 1991 : Lord Hansi : Marion Paschke
- 1991 : Go Trabi Go : Rita Struutz
- 1992 : Das war der wilde Osten : Rita Struutz
- 1994 : Alles auf Anfang : employée de cinéma
- 1995 : Einsteins Baby : Melissa
- 2000 : Fernes Land Pa-Isch : Mme Krautwein
- 2001 : Hinten scheißt die Ente : paysanne
- 2003 : Ein Schiff wird kommen : Moni
- 2003 : Eierdiebe : Gabriele Schwarz
- 2003 : Befreite Zone : Inge Resser
- 2004 : Zur Zeit verstorben
- 2005 : Liebes Spiel : Marie
- 2005 : Nimm dir dein Leben : Marlies Beutel
- 2006 : La Vie des autres (Das Leben der Anderen) : Mme Meineke
- 2006 : Maria am Wasser : Maria
- 2007 : Alle Alle : Ina
- 2007 : Zeit der Fische : Mme Pockrandt
- 2008 : The Last Wash : Posh Woman
- 2008 : Jerichow : caissière
- 2008 : The Reader : Co-Defendant
- 2009 : Lila, Lila : Buchhändlerin
- 2010 : Boxhagener Platz : Nachbarin
- 2010 : Trois (Drei) : Kassiererin BE
- 2011 : I Phone You : Homeless Woman
- 2012 : Die weiße Mücke : Mme Kallenbach
- 2012 : Stolz des Ostens : tante Emma
- 2013 : Wechselspiel : Ramona
- 2013 : Sputnik : Mme Schwartze
- 2014 : La Belle et la Bête  : Adèle
- 2014 : Martha : Martha
- 2014 : Das Ende der Geduld : Justizsenatorin
- 2014 : Das kalte Herz : Peters Mutter
- 2015 : Krüger aus Almanya
- 2016 : Frantz : Magda Hoffmeister
- 2016 : Hey Bunny : Hannah

### À la télévision
- 2009 : L'Amour tombé du toit (Ich steig' Dir aufs Dach, Liebling) de Kathrin Feistl
- 2013 : Papa à l'essai (Papa auf Probe) d'Udo Witte